# Roberto Giardina
Roberto Giardina (geboren  1940 in Palermo) ist ein italienischer Journalist und Autor von Sachbüchern und Romanen.

## Leben
Roberto Giardina arbeitete in Sizilien als Journalist und ging 1986 als Auslandskorrespondent für die Zeitungen La Nazione und Il Giorno nach Bonn. Er zog mit der Regierung des vereinten Deutschlands nach Berlin, wo er seinen Wohnsitz nahm.
Giardina hat Romane und Sachbücher veröffentlicht, die zum Teil ins Französische, Spanische und Deutsche übersetzt wurden. Er hat speziell für Deutsche und Italiener Bücher geschrieben, die die jeweils andere Nation beschreiben. Für das Gedenkjahr 2015 zum Eintritt Italiens in den Ersten Weltkrieg schrieb er eine Chronik.

## Schriften (Auswahl)
- Lebst du bei den Bösen? Deutschland - meiner Enkelin erklärt. Übersetzung Bettina Müller Renzoni. Köln : LAUNENWEBER Verlag, 2017, ISBN 978-3-9817920-2-7.
- 1914 la grande guerra: L'Italia neutrale spinta verso il conflitto. Reggio Emilia : Imprimatur editore, 2014.
- Berlin liegt am Mittelmeer. Helene Hath. Berlin : Avinus, 2014.
- Il mare dei soldati e delle spose. Milano : Bompiani, 2010.
- Pizza con crauti. Milano : Colorado noir, 2006.
- L'Europa e le vie del Mediterraneo : da Venezia a Istanbul, da Ulisse all'Orient express. Milano : Tascabili Bompiani, 2006.
- Complotto Reale. Milano : Bompiani, 2001.
  - Königliche Verschwörung : wie die Coburger Europa eroberten. Übersetzung Michael Müller. München : Bertelsmann, 2006.
- In difesa delle donne rosse. Argon.
  - Keine Angst vor Rothaarigen. Übersetzung Ulrich Keyl. Berlin : Argon , 1996.
- Biografia del marco tedesco. Firenze : Giunti, 1996.
- La leggenda di Fra Diavolo : l'avventurosa storia del brigante buono. Casale Monferrato : Piemme, 1995.
- Guida per amare i tedeschi. Milano : Rusconi, 1995.
  - Anleitung die Deutschen zu lieben. Übersetzung Christiane v. Bechtolsheim. Berlin : Argon, 1996[3].
- Lola Montez : ballerina e avventuriera : vita di Eliza Dolores Gilbert : contessa di Landsfeld. Rusconi, 1992.
- Parlami con amore : romanzo. Milano : Rusconi, 1989.
- Una sirena di notte. Torino : Società editrice internazionale, 1978.
  - Hundert Zeilen. Übersetzung Halgard Kuhn. Würzburg : Arena, 1981.
- Caccia al puma. Venezia : Marsilio, 1976.
- Stampa e mezzi d'informazione nella Germania Occidentale. Milano : Guanda, 1976.